# Goicea
Goicea é uma comuna romena localizada no distrito de Dolj, na região de Oltênia. A população da comuna era de 2882 habitantes segundo o censo de 2007.